# Vlad Van Mechelen
Vlad Van Mechelen, né le 2 juin 2004 à Louvain, est un coureur cycliste belge.

## Biographie
Vlad Van Mechelen est issue d'une famille de cycliste. Son père Francis Van Mechelen est nommé en 2023 directeur sportif de la Cannibal-Victorious U19 Development Team, qui est intégrée aux structures de l'équipe World Tour Bahrain Victorious. Sa sœur aînée Gloria (née 2002) est également coureuse cycliste.
En 2021, pour sa première saison chez les juniors (moins de 19 ans), il se classe quatrième du championnat d'Europe sur route juniors et de Paris-Roubaix juniors, ainsi que septième de la Course de la Paix juniors et huitième du championnat du monde sur route juniors. En 2022, il remporte trois courses du calendrier junior, dont une étape du Trophée Centre Morbihan. Après s'est fracturé trois doigts de la main gauche lors d'une chute en juin, il doit subir une opération. À son retour, il se classe troisième de la Route des Géants, de la Gipuzkoa Klasika et en fin d'année du championnat du monde sur route juniors.
Pour la saison 2023, il rejoint la catégorie des espoirs et intègre la réserve de l'équipe professionnelle DSM-Firmenich PostNL. Il obtient de nombreuses places d'honneur, notamment des deuxièmes places d'étape sur l'Olympia's Tour et le Tour Alsace. Il est aussi contraint à l'abandon lors du Tour d'Italie espoirs (intoxication alimentaire) et du Tour de l'Avenir (fracture de la clavicule). En 2024, il décroche des troisièmes places au Ster van Zwolle et sur une étape du Tour de Bretagne 2024.
Pour la saison 2025, il rejoint l'équipe Bahrain Victorious, après avoir été stagiaire dans la seconde partie de la saison 2024.

## Palmarès
- 2021
  - 4e du championnat d'Europe sur route juniors
  - 8e du championnat du monde sur route juniors
- 2022
  - 2e étape du Manavgat Side Junior
  - Guido Reybrouck Classic
  - 1re étape du Trophée Centre Morbihan
  - 2e du Manavgat Side Junior
  - 2e du Giro di Primavera
  -  Médaillé de bronze du championnat du monde sur route juniors
  - 3e de la Route des Géants
  - 3e de la Gipuzkoa Klasika
- 2024
  - 3e du Ster van Zwolle

## Classements mondiaux
| Année                                 | 2023  | 2024  |
| ------------------------------------- | ----- | ----- |
| Classement mondial                    | 1886e | 1017e |
|                                       |       |       |
| Légende : nc = non classéSource : UCI |       |       |

## Distinctions
- Meilleur junior  belge au Trophée Flandrien de 2022